# Жан Кюньйо
Жан Кюньйо (фр. Jean Cugnot, 3 серпня 1899 — 25 червня 1933) — французький велогонщик.
Олімпійський чемпіон 1924 року на тандемах, бронзовий призер 1924 року в індивідуальному спринті.